# Pseudoscopas
Pseudoscopas is een geslacht van rechtvleugeligen uit de familie veldsprinkhanen (Acrididae). De wetenschappelijke naam van dit geslacht is voor het eerst geldig gepubliceerd in 1931 door Hebard.

## Soorten
Het geslacht Pseudoscopas omvat de volgende soorten:
- Pseudoscopas agustinae Ronderos, 1987
- Pseudoscopas campestris Ronderos, 1987
- Pseudoscopas curticerci Ronderos, 1987
- Pseudoscopas elegans Ronderos, 1987
- Pseudoscopas furcatus Ronderos, 1987
- Pseudoscopas henryi Ronderos, 1987
- Pseudoscopas montanus Ronderos, 1987
- Pseudoscopas nigrigena Rehn, 1913
- Pseudoscopas onsageri Ronderos, 1987
- Pseudoscopas ottei Ronderos, 1987
- Pseudoscopas paranaensis Ronderos, 1987
- Pseudoscopas viridis Ronderos, 1987